# Торричелли, Эванджелиста
Эванджели́ста Торриче́лли (итал. Evangelista Torricelli; 15 октября 1608, Рим — 25 октября 1647, Флоренция) — итальянский математик и физик, ученик Галилея. Известен как автор концепции атмосферного давления и продолжатель дела Галилея в области разработки новой механики.

## Биография
Родился в Риме 15 октября 1608 года. Посещал школу иезуитов, сначала в Фаэнце, а затем в Риме, где в 1627 году начал изучать математику под руководством Бенедетто Кастелли, друга и ученика Галилео Галилея. Под впечатлением трудов Галилея о движении написал собственное сочинение на ту же тему под названием «Трактат о движении» (итал. Trattato del moto, 1640). Торричелли препроводил своё сочинение Галилею, и последний, тогда уже слепой, пригласил его для сотрудничества при обработке своего последнего сочинения «Беседы о механике».
В 1641 году Торричелли окончательно переехал к Галилею в Арчетри, где стал учеником и секретарем Галилея, а после смерти Галилея (1642) — его преемником на кафедре математики и философии Флорентийского университета.
В 1644 году развил теорию атмосферного давления, доказал возможность получения так называемой «торричеллиевой пустоты» и изобрёл ртутный барометр.
Торричелли умер от лихорадки (скорее всего, от брюшного тифа) во Флоренции 25 октября 1647 года, через 10 дней после своего 39-летия, и был похоронен в базилике Сан-Лоренцо. Он оставил всё свое имущество своему приёмному сыну Алессандро.
Через шестьдесят восемь лет после смерти Торричелли его гений всё ещё вызывал восхищение современников, о чём свидетельствует анаграмма под фронтисписом работы «Lezioni accademiche d’Evangelista Torricelli», опубликованной в 1715 году: «En virescit Galileus alter», что означает «Здесь расцветает другой Галилей».

## Научные достижения

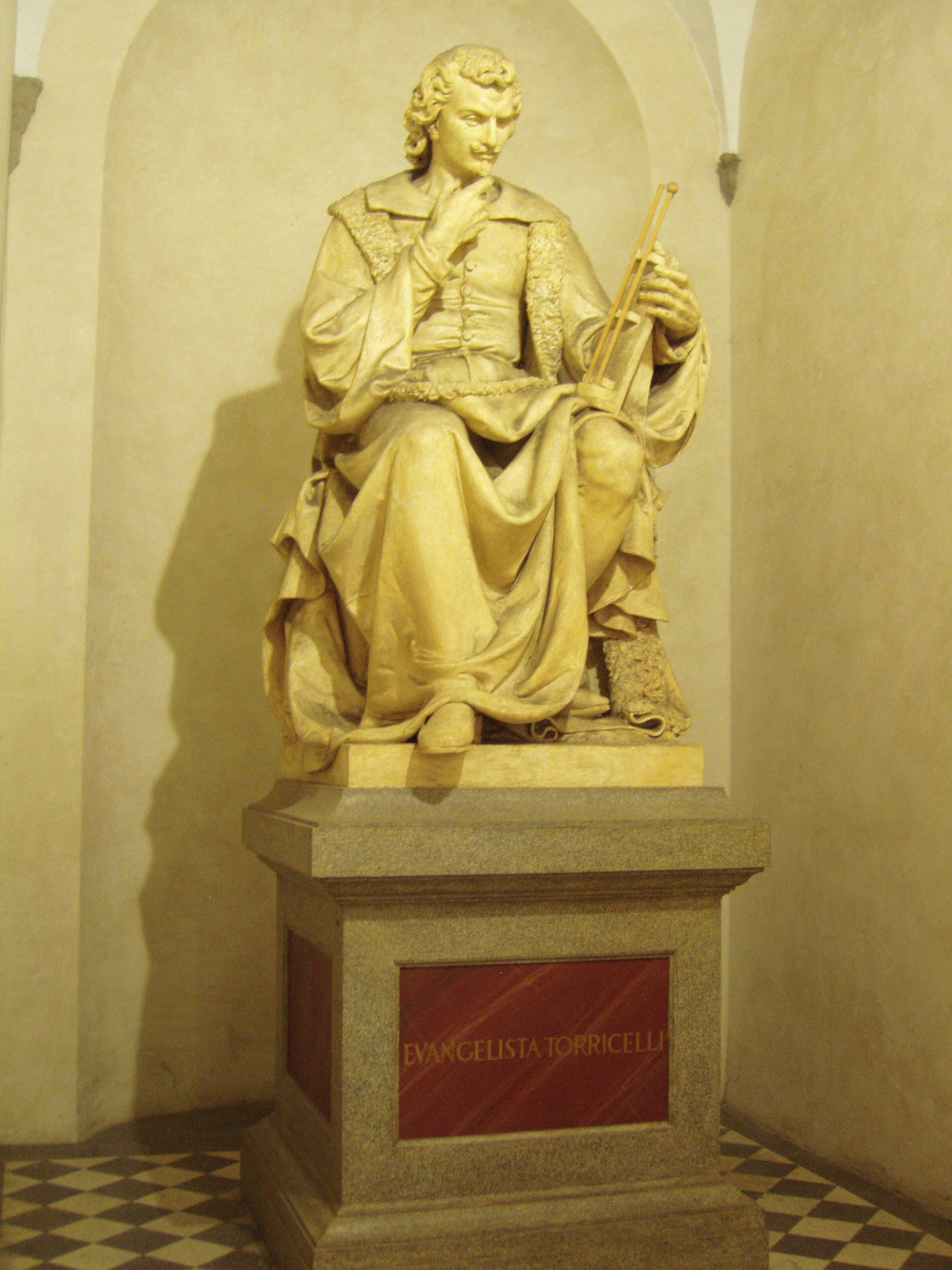
Статуя Торричелли в Музее естественной истории, Флоренция

Работы Торричелли внесли весомый вклад в математику, механику, гидравлику, оптику, баллистику.

### Математика
В математике Торричелли развил «метод неделимых». Он применил его (хотя несколько позже Роберваля) для квадратуры циклоиды, а также для решения задач на проведение касательных. Вслед за Декартом он нашёл длину дуги логарифмической спирали. Обобщил правило квадратуры параболы на случай произвольного рационального показателя степени. При исследовании семейства парабол открыл понятие огибающей.

#### Точка Торричелли
Точка Торричелли — это точка в плоскости треугольника, сумма расстояний от которой до вершин треугольника имеет наименьшее значение.
Вопрос о нахождении такой точки имеет давнюю историю. Им интересовались крупнейшие ученые эпохи Возрождения — Вивиани, Кавальери и др. Задача Торричелли об отыскании точки, сумма расстояний от которой до трёх данных точек минимальна, имеет большое применение в решении различных технико-экономических задачах. Например, рассмотрим такую задачу: в местах {\displaystyle P_{1},P_{2},P_{3}}
добываются некоторые материалы, потребляемые на центральной станции {\displaystyle P}. Где следует построить {\displaystyle P}, чтобы стоимость доставки грузов из {\displaystyle P_{1},P_{2},P_{3}} в пункт {\displaystyle P} была наименьшей? Ответ: {\displaystyle P} — точка Торричелли для треугольника с вершинами {\displaystyle P_{1},P_{2},P_{3}}.

### Механика
В основном труде по механике «О движении свободно падающих и брошенных тяжёлых тел» (1641) Торричелли развил идеи Галилея о движении, сформулировал принцип движения центров тяжести, решил ряд задач баллистики. Использовал кинематические представления, в частности, принцип сложения движений, причём в понимании движения по инерции продвинулся дальше Галилея.

### Атмосферное давление
До середины XVII века считалось непререкаемым утверждение древнегреческого учёного Аристотеля о том, что вода поднимается за поршнем насоса потому, что «природа не терпит пустоты». Однако при сооружении фонтанов во Флоренции обнаружилось, что засасываемая насосами вода не желает подниматься выше 34 футов. Недоумевающие строители обратились за помощью к престарелому Галилею, который сострил, что, вероятно, природа перестаёт бояться пустоты на высоте более 34 футов, но всё же предложил разобраться в этом своим ученикам — Торричелли и Вивиани. Трудно сказать, кто первым догадался, что высота поднятия жидкости за поршнем насоса должна быть тем меньше, чем больше её плотность. Так как ртуть в 13 раз плотнее воды, то высота её поднятия за поршнем будет во столько же раз меньше. Тем самым опыт получил возможность «перейти» со стройплощадки в лабораторию и был проведён Вивиани по инициативе Торричелли. Осмысливая результаты эксперимента, Торричелли в 1643 году сделал два вывода: пространство над ртутью в трубке пусто (позже его назовут «торричеллиевой пустотой»), а ртуть не выливается из трубки обратно в сосуд потому, что атмосферный воздух давит на поверхность ртути в сосуде. Из этого следовало, что воздух имеет вес. Это утверждение казалось настолько невероятным, что не сразу было принято учёными того времени.

### Гидравлика
В 1641 году Торричелли сформулировал закон вытекания жидкости из отверстий в стенке открытого сосуда и вывел формулу для определения скорости вытекания (формула Торричелли). Фактически это исследование заложило основу теоретического фундамента гидравлики, построение которого сто лет спустя завершил Даниил Бернулли.

## Изобретения
В своём сочинении «Opera geometrica» (Флоренция, 1644) Торричелли излагает также свои открытия и изобретения, среди которых самое важное место занимает изобретение ртутного барометра. Простые микроскопы, которые изготовлял Торричелли, были весьма совершенны; он умел также изготовлять большие чечевицеобразные линзы для телескопов. Усовершенствовал артиллерийский угломер.
Кроме изготовления зрительных труб и телескопов, занимался конструированием простых микроскопов, состоящих всего из одной крошечной линзы, которую он получал из капли стекла (расплавляя над пламенем свечи стеклянную палочку). Именно такие микроскопы получили затем широкое распространение.

## Основные труды
- Trattato del moto (1640).
- Opera geometrica (1644).
- Lezioni accademiche (1715, посмертно.)
- Esperienza dell’argento vivo (Берлин, 1897, посмертно).

## Увековечение памяти
В честь учёного названы:

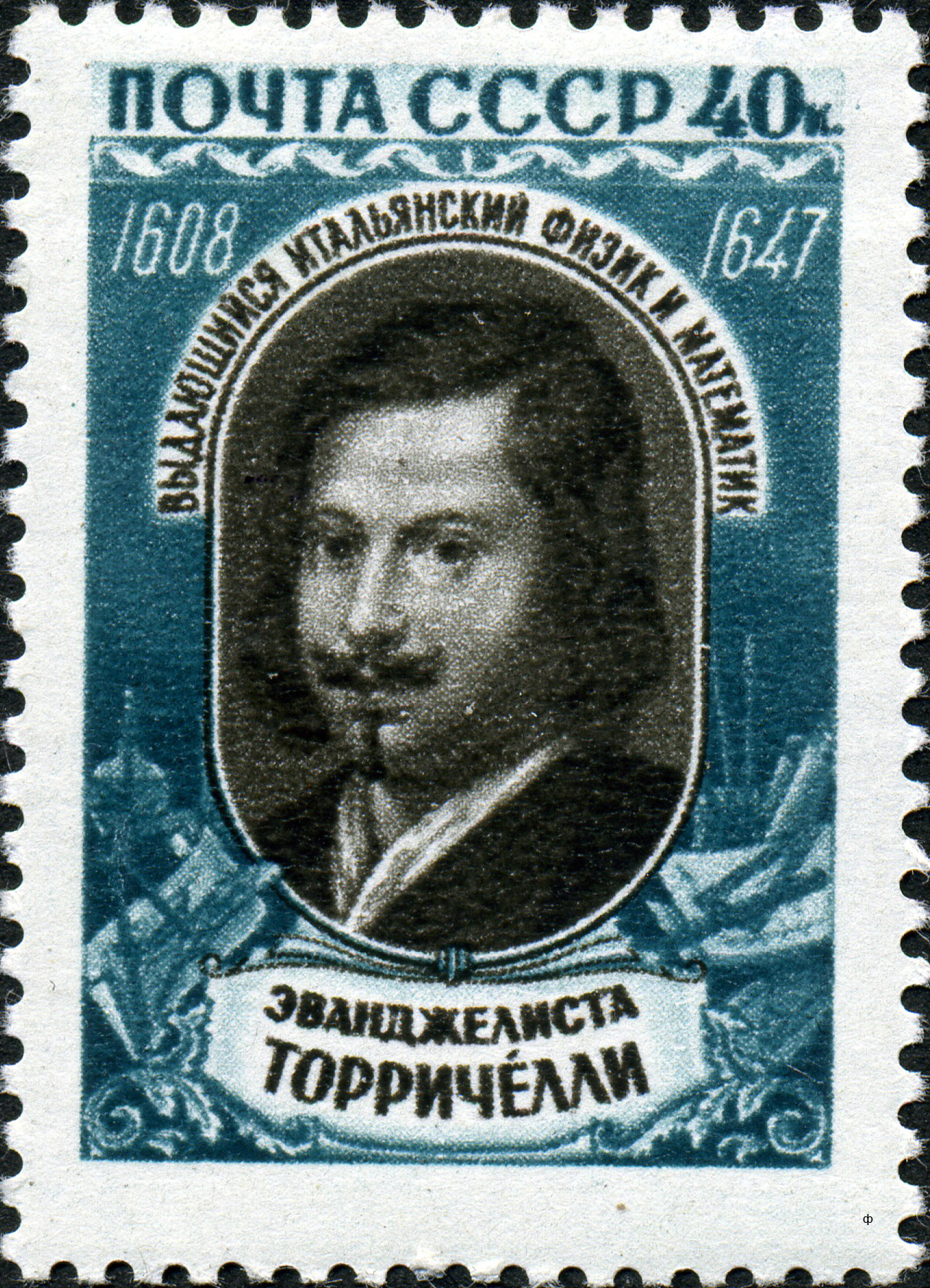
Почтовая марка СССР, 1959 год

- Единица давления торр (миллиметр ртутного столба).
- Серия подводных лодок.
- Лицей в Фаэнце.
- Улица в Париже (Rue Torricelli, 17-й округ).
- Улица в Вене (Torricelligasse, 14-й район).
- Кратер на видимой стороне Луны.